# Arlindinho (álbum)
Arlindinho é o álbum de estreia do cantor brasileiro Arlindo Cruz, lançado em 1993. O disco foi lançado logo após a saída de Arlindo do grupo Fundo de Quintal. As faixas do álbum são grande parte escritas pelo próprio Arlindo, outras por seu irmão Acyr Marques e algumas escritas por outros sambistas.

## História
Em 1981, o cantor Arlindo Cruz ingressou no grupo Fundo de Quintal. Contudo, em 1993, decidiu sair para se dedicar à carreira solo. Já consagrado como compositor, lançou o álbum Arlindinho, cujo nome é uma homenagem ao seu primeiro filho, o também sambista Arlindo "Arlindinho" Domingos da Cruz Neto.

## Faixas
| Lado A |                                          |                                       |         |  |
| N.º    | Título                                   | Compositor(es)                        | Duração |  |
| 1.     | "Dora"                                   | Aniceto do Império                    | 3:27    |  |
| 2.     | "A Vida é Assim" (part. Dona Ivone Lara) | Lucia Maria, Marquinho PQD, Sombrinha | 4:02    |  |
| 3.     | "Castelo de Cera / Só Pra Contrariar"    | Arlindo Cruz, Zeca Pagodinho          | 4:01    |  |
| 4.     | "Me Alucina"                             | Candeia, Wilson Pereira               | 4:18    |  |
| 5.     | "Peixe Demais Pro Meu Samburá"           | Cruz, Franco, Geraldão                | 3:04    |  |
| 6.     | "Tô a Bangú"                             | Cruz, Franco                          | 3:55    |  |

| Lado B |                                                    |                                                                              |         |  |
| N.º    | Título                                             | Compositor(es)                                                               | Duração |  |
| 1.     | "Amor Inesquecível / Tema das Rosas / Santa Clara" | Jarbas, Kleber, Dona Ivone Lara, Helinho do Salgueiro, Rixxah, Monarco, Toco | 5:14    |  |
| 2.     | "Um Beijo"                                         | Acyr Marques, Délcio Luiz, Geraldão                                          | 4:08    |  |
| 3.     | "Mensagem de Amor"                                 | Luizinho                                                                     | 3:22    |  |
| 4.     | "Zé do Povo"                                       | Cruz, Marques, Marquinho                                                     | 3:23    |  |
| 5.     | "Demais"                                           | Marques, Cruz, Jorge David                                                   | 3:30    |  |
| 6.     | "Pra Ser Lembrado Depois"                          | Marques, Aluisio Machado, Cruz                                               | 3:30    |  |